# خاک‌مالی ساختگی

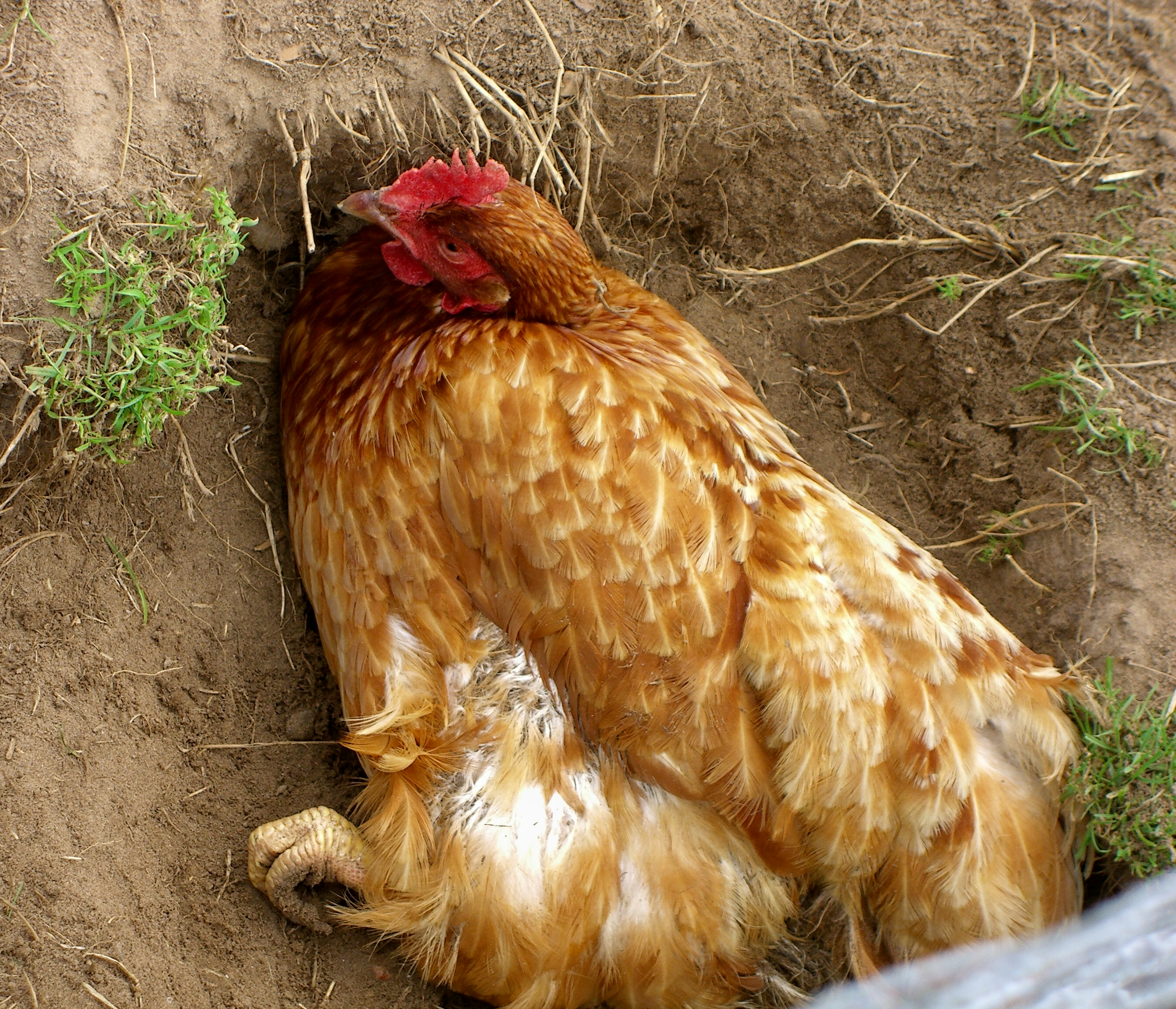
مرغی که مشغول خاک‌مالی معمولی است

خاک‌مالی ساختگی یا خاک‌مالی دروغین (به انگلیسی: Sham dustbathing) رفتاری است که توسط برخی از پرندگان در قفس‌هایی با دسترسی کم یا بدون دسترسی به بستر انجام می‌شود که طی آن پرندگان همهٔ عناصر خاک‌بازی معمولی را انجام می‌دهند، اما در غیاب کامل هیچ گونه بستری. این رفتار اغلب دارای تمام فعالیت‌ها و الگوهای زمانی خاک‌مالی معمولی است، یعنی پرنده ابتدا زمین را خراش می‌دهد و خراش می‌دهد، سپس پرهای خود را بلند می‌کند و چمباتمه می‌زند. هنگامی که دراز می‌کشید، این رفتار شامل چهار عنصر اصلی است: تکان دادن عمودی بال، مالش سر، خراشیدن نوک و خاراندن با یک پا. حمام معمولی گرد و غبار یک رفتار نگهداری است که عملکرد آن سبب جمع شدن گرد و غبار بین پرها می‌شود. سپس گرد و غبار از بین می‌رود که سبب کاهش میزان لیپیدهای پر می‌شود و بنابراین به پر و بال کمک می‌کند ظرفیت عایق خوبی را حفظ کند و ممکن است به کنترل انگل‌های خارجی کمک کند.
به نظر می‌رسد خاک‌مالی ساختگی مانند خاک‌مالی معمولی دارای هر دو عامل درونی و بیرونی باشد.